# کرایسلر ۲۰۰

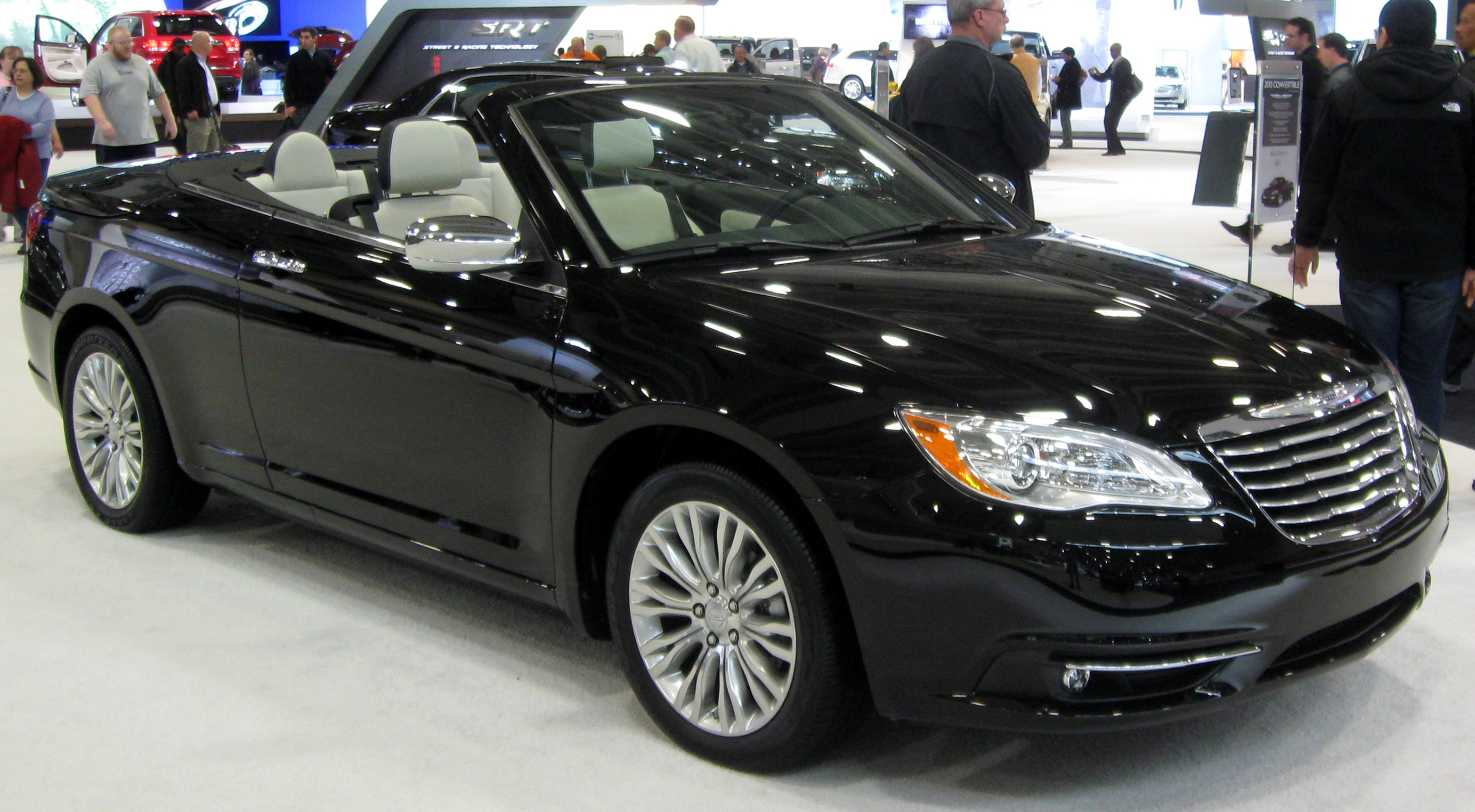

کرایسلر ۲۰۰ (Chrysler 200) نام یک اتومبیل ساخت شرکت کرایسلر است که از سال ۲۰۱۰ تا کنون تولید شده‌است.
طراحی آن خودروهای موتور جلو-محور عقب بوده است. سیستم جعبه‌دندهٔ آن ۴ دنده به دو صورت خودکار و دستی است.